# Castelli della val di Susa
Numerosi sono i castelli in val di Susa, che conta anche vari altri edifici fortificati di periodo medioevale in un territorio storicamente fondamentale per il potere di Casa Savoia. Generalmente costruiti tra il 1000 e il 1300, nel periodo storico detto del "secondo incastellamento", alcuni di essi risalirebbero tuttavia ai tempi della Marca di Torino (castello di Avigliana, castello della contessa Adelaide di Susa), cioè intorno al X secolo. 
Alcune costruzioni si sono conservate con strutture ancora ben leggibili (casaforte di Chianocco, Casaforte di Menolzio), altri sono stati semidistrutti da eventi bellici (castello di San Giorio di Susa), alcuni trasformati in manieri signorili (castello di Bruzolo), altri sono stati profondamente ristrutturati per usi civili come il (castello della contessa Adelaide (Susa) o per ragioni militari (forte di Exilles).
Secondo una lettura storica ormai consolidata, introdotta con gli studi condotti da Giuseppe Sergi, i processi politici, sociali ed economici che hanno costruito l'attuale panorama insediativo della valle di Susa, si basano sulla competizione tra enti dinastici e enti religiosi nel controllo di un'area di strada fondamentale per il potere di Casa Savoia nel Medioevo, quella che tramite la valle di Susa collegava Francia e Italia, ed ora conosciuta come via Francigena.

## Elenco dei castelli
Un elenco del castelli della valle non può prescindere da una lettura storica del territorio di riferimento. La bassa e la media val di Susa si coagularono man mano nel Basso Medioevo intorno ai poteri di una dinastia d'oltralpe, quella dei Savoia. L'alta valle entrò invece nella sfera di influenza degli Albon, che diedero vita al Delfinato. Solo in epoca moderna, con il trattato di Utrecht, i territori verranno riuniti sotto il dominio dei Savoia. I castelli valsusini nascono in un rapporto alterno di cooperazione-competizione con gli enti religiosi del territorio, i quali a loro volta hanno lasciato notevoli monumenti (vedi Architetture religiose della val di Susa), alcuni dei quali a loro volta fortificati, come la Sacra di San Michele, oppure trasformati da chiese a fortificazioni, come il ricetto di San Mauro di Almese.

### Castelli e torri della bassa Val Susa

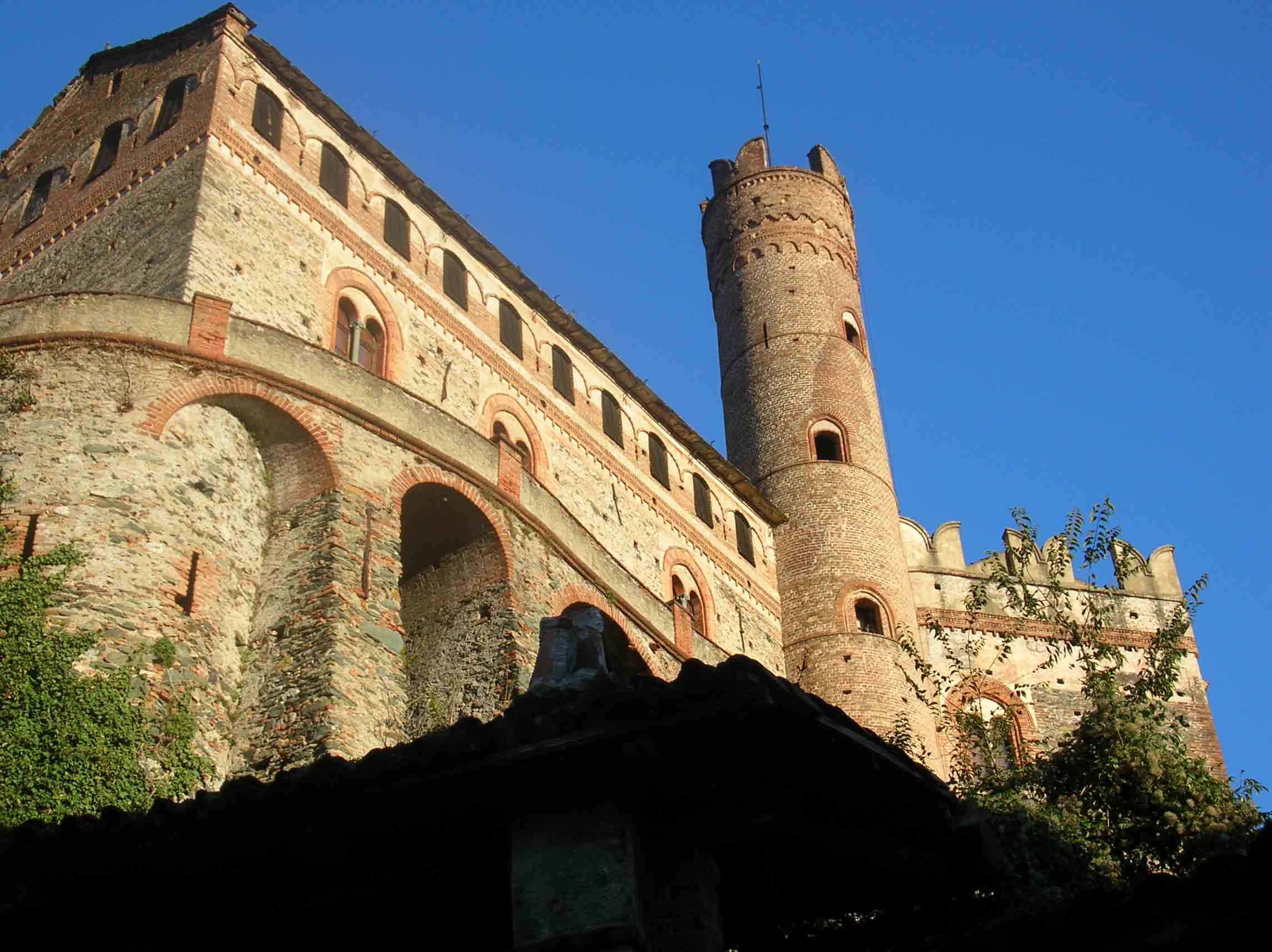
Vista del castello di Villar Dora

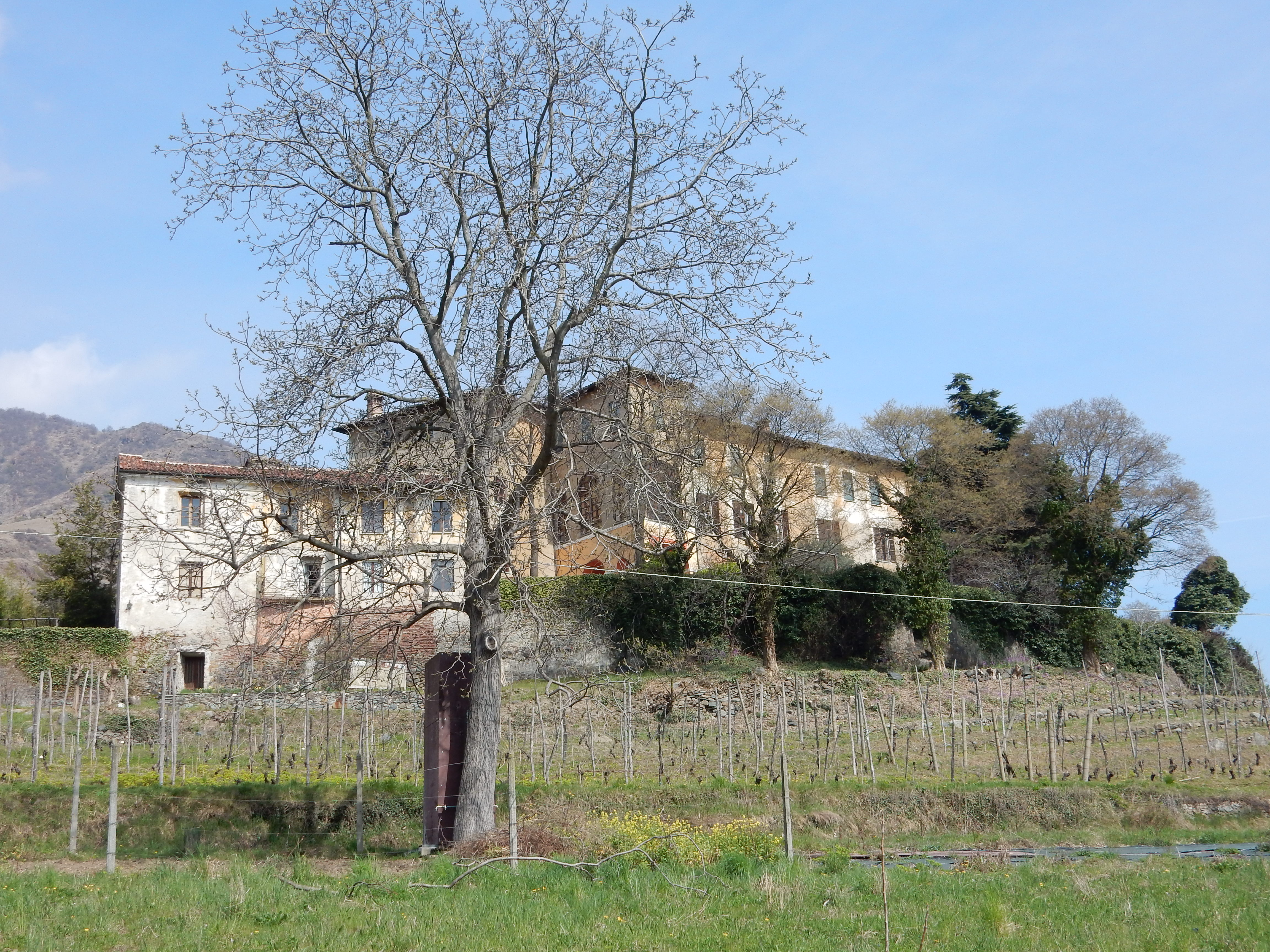
Castello di Camerletto

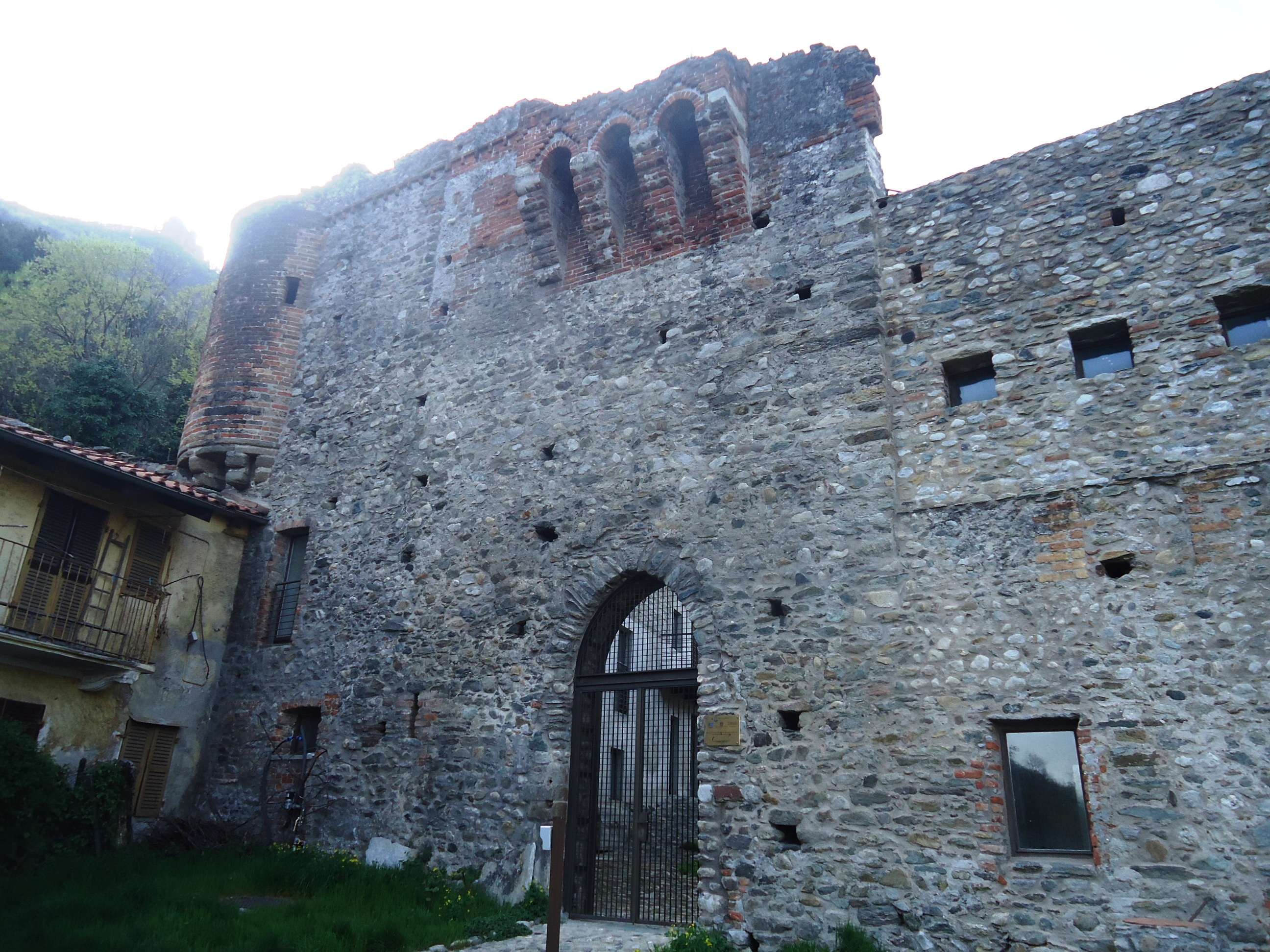
Ingresso del castello abbaziale di S.Ambrogio

La bassa Val di Susa, la zona più fertile della valle, era dominata dalla sabauda castellania di Avigliana. Alcuni edifici fortificati erano tuttavia ascrivibili ad altri poteri locali, come quello del Ricetto di San Mauro di Almese, sotto il controllo per un certo periodo dell'abbazia di San Giusto di Susa.
- Castello dei Conti Cays, Caselette
- Castello di Camerletto, Caselette, un tempo tra le proprietà abbaziali della Novalesa
- Ricetto di San Mauro, comune di Almese, costruito sotto l'influenza dell'Abbazia di San Giusto
- Castello di Avigliana[6], città di Avigliana
- Torre dell'Orologio, città di Avigliana
- Casaforte Beato Umberto, città di Avigliana
- Palazzo abbaziale di Sant'Ambrogio, (1176) comune di Sant'Ambrogio di Torino, residenza dell'Abate della Sacra di San Michele[7]
- Torre comunale (XII secolo) di Sant'Ambrogio di Torino con affreschi del XIII secolo[8]
- Mura urbane di Sant'Ambrogio di Torino Cinta muraria di Sant'Ambrogio a struttura quadrangolare (XIII secolo)[8]
- Torre della Cinta Muraria di Sant'Ambrogio (XIII secolo) di Sant'Ambrogio di Torino
- Torre della Dogana di Sant'Ambrogio (XIII secolo) di Sant'Ambrogio di Torino
- Torre del Palazzo del Feudo di Sant'Ambrogio (XIII secolo) di Sant'Ambrogio di Torino
- Castello di Villar Dora, comune di Villar Dora
- Torre del Colle, Villar Dora
- Chiuse longobarde, resti archeologici altomedievali[9] nel comune di Chiusa di San Michele[10]
- Castello del Conte Verde[11], comune di Condove
- Torre medioevale di Sant'Antonino di Susa[10]
- Castello Billia di Sant'Antonino di Susa

### Castelli e torri della media Val Susa

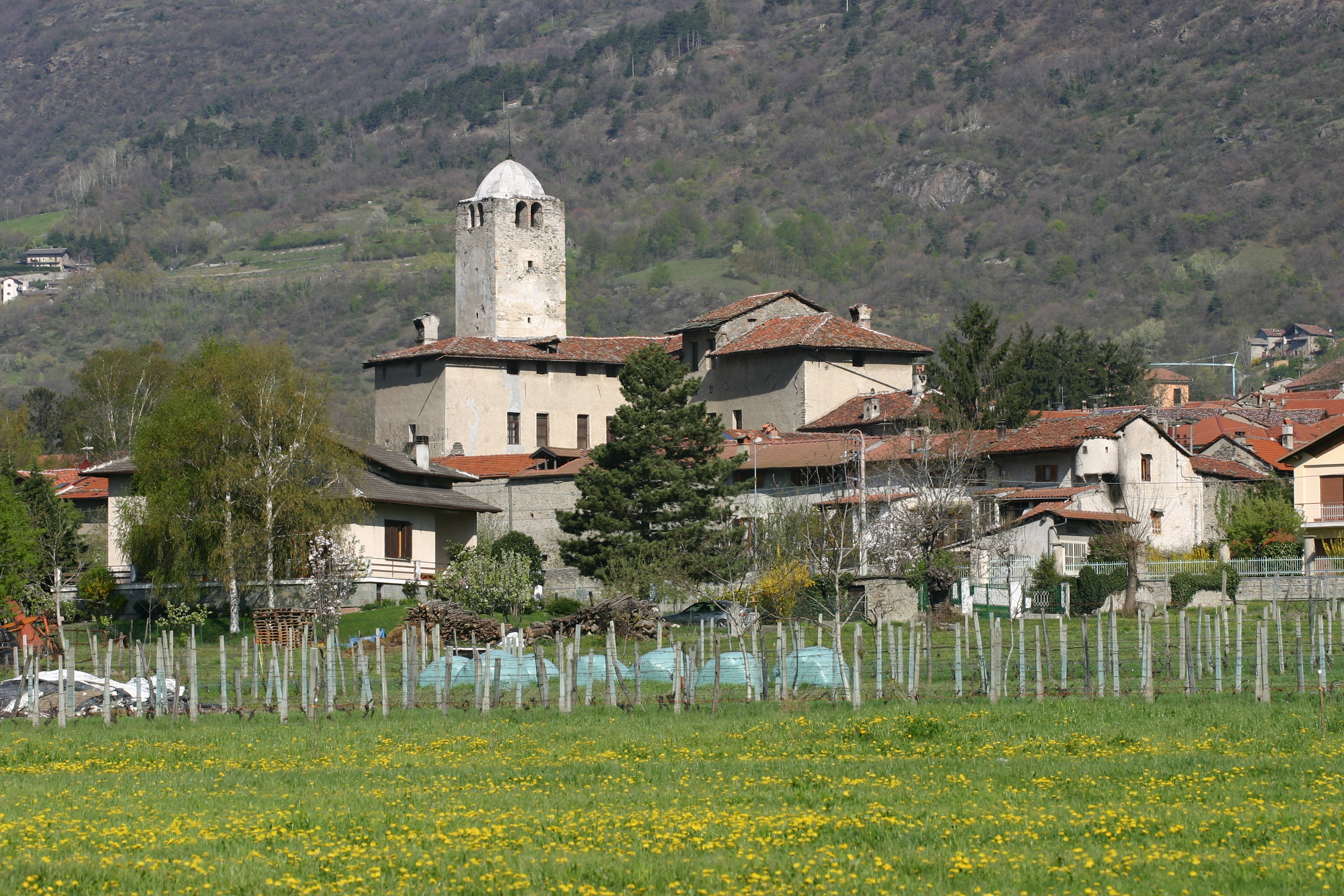
Vista del castello di Bruzolo

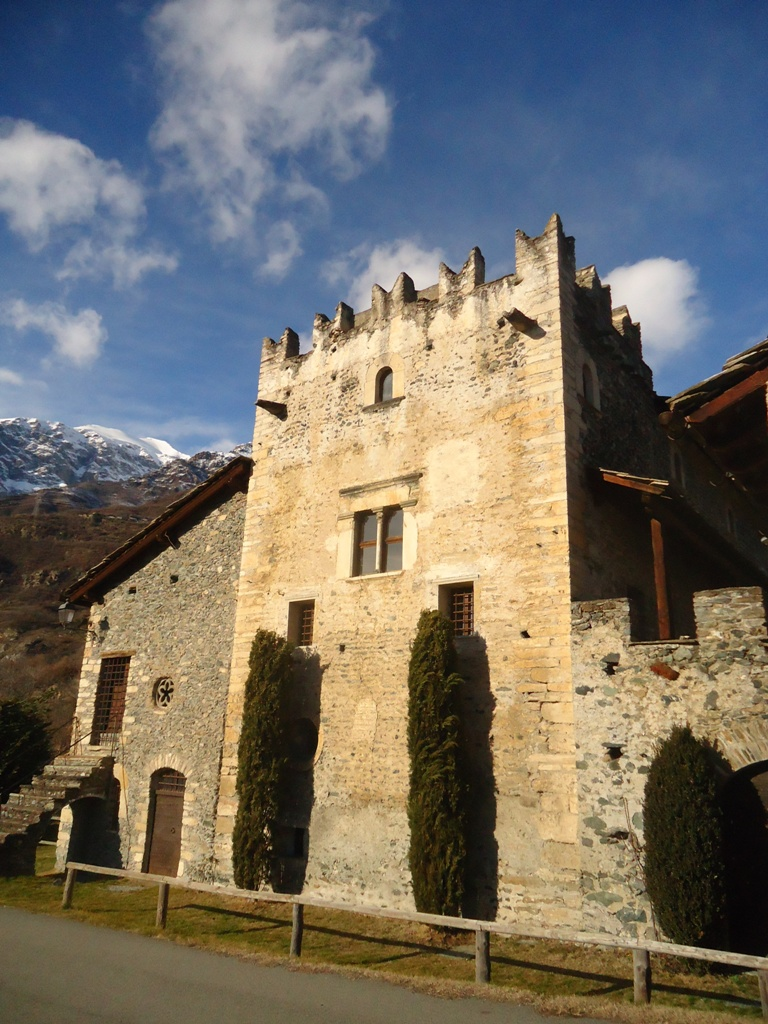
Casaforte Chianocco vista del fronte sud

La media Val di Susa nel Medioevo era organizzata intorno al potere feudale della sabauda castellania di Susa. Il territorio vedeva una fitta trama di poteri locali diversi, in equilibrio tra loro: dall'abbazia di San Giusto di Susa alle Certose, ai domini della Novalesa che a un certo punto si concentrerà sulla limitrofa Val Cenischia. Su questo territorio consolidarono i propri domini alcune famiglie nobiliari (come i Romani, i Bermondi gli Aschieris, i Bertrandi) e mercantili (i de Bartolomeis). Nella zona dove il fondovalle si allarga maggiormente, presso i comuni di San Giorio di Susa, Bruzolo, Chianocco, San Didero e in alcuni anni Villar Focchiardo, si assiste al tentativo di consolidamento di una famiglia nobile della cerchia dei Savoia, i Bertrandi, che darà ad essa funzionari, dignitari e vescovi utili alla corte sabauda nei domini al di qua e al di là del Colle del Moncenisio. 
- Casaforte di Villar Focchiardo, possedimento dei Visconti di Baratonia nel XII e XIII secolo e dei Bertrandi nel XIV secolo
- Castello di Villar Focchiardo
- Cascina Roland di Villar Focchiardo, struttura agricola fortificata
- Torre di Borgone Susa
- Casaforte di San Didero, comune di San Didero, possedimento dei Bertrandi nel XIII e XIV secolo
- Castello di Bruzolo, possedimento dei Bertrandi nel XIII e XIV secolo
- Castello di San Giorio di Susa e Casaforte di San Giorio di Susa, possedimento dei Bertrandi nel XIII e XIV secolo
- Castello di Chianocco, Chianocco, possedimento dei Bertrandi nel XIII e XIV secolo
- Casaforte di Chianocco, Chianocco
- Castel Borello, sulla montagna di Bussoleno
- Casaforte Allais, Bussoleno
- Torri, porta e mura di Bussoleno
- Ricetto e Casaforte di Traduerivi, Susa
- Torretta di Coldimosso, Susa
- Casaforte di Menolzio (Mattie)
- Torre delle Combe (Meana di Susa)
- Castello della contessa Adelaide[13] (visitabile periodicamente)
- Mura romane di Susa
- Torre dei Rotari a Susa
- Casaforte di via fratelli Vallero a Susa
- Torre del Parlamento a Susa
- Porta Savoia (Susa)
- Resti di Torre di Croaglie, Susa[10]
- Casaforte di Mompantero
- Castello di Menate, Giaglione
- Castello Superiore di Giaglione[14]

### Castelli e torri dell'alta Val Susa

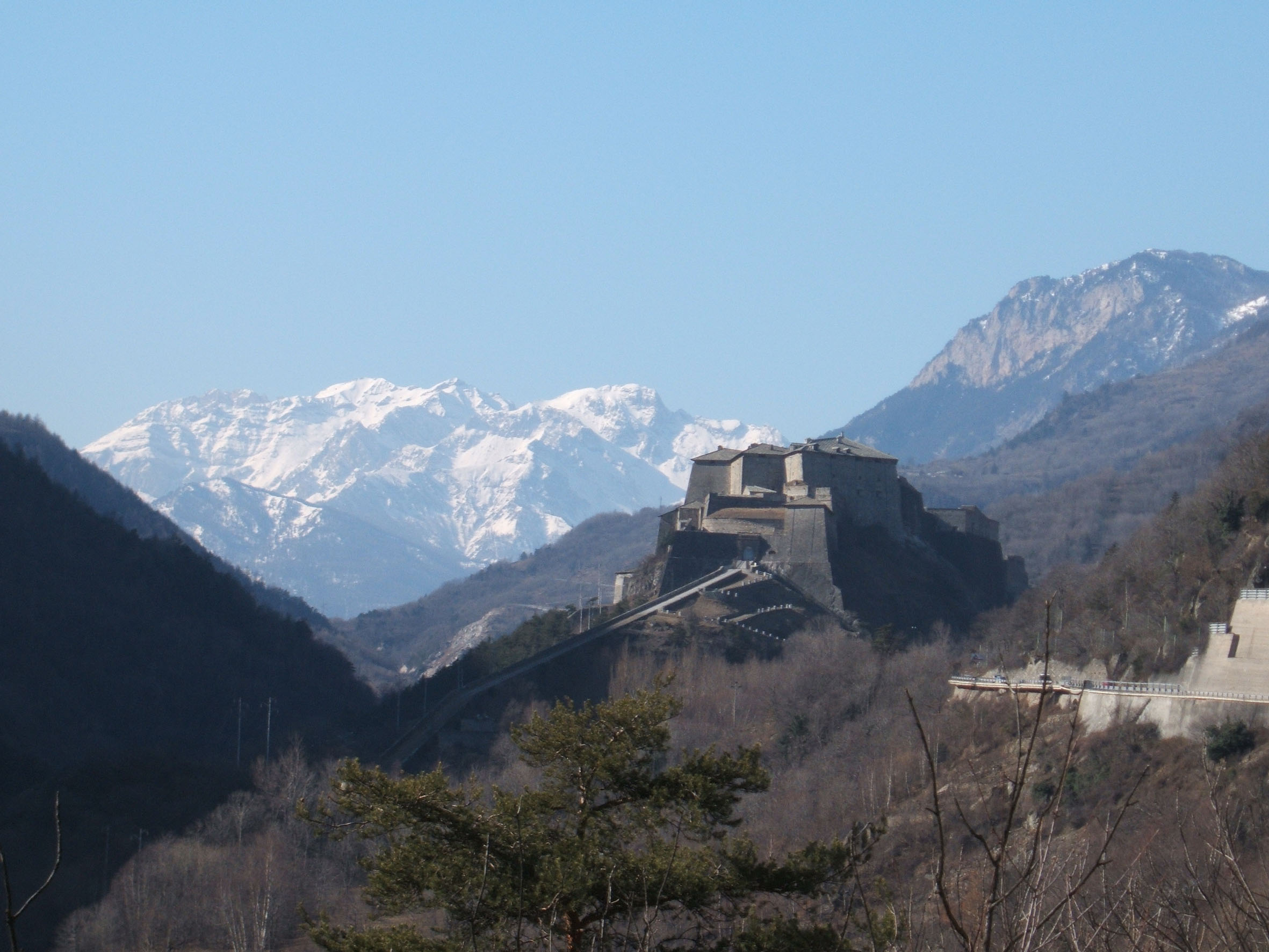
Vista del Forte di Exilles

L'alta Val di Susa è un territorio peculiare dal punto di vista dell'incastellamento. Strutturalmente più povero per le maggiori difficoltà dell'agricoltura e dell'allevamento in fascia montana, l'alta valle rovesciò tale marginalità in un punto di forza, riuscendo nel corso del basso medioevo ad acquistare privilegi e diritti dal delfino, suo signore. Ciò fece sì che le comunità si strutturassero nella forma dell'Escarton evolvendo quella del feudo. Infine, da sottolineare rimane che il confine tra Ducato di Savoia e Delfinato si spostò molte volte nell'arco dei secoli, ma sempre nella fascia di territorio compresa tra Gravere e Exilles. Per questo il castello di Exilles, poi divenuto Forte, venne utilizzato come presidio di confine alternativamente dallo stato che riusciva a conquistarne il controllo.
- Castello di Exilles
- Torre Delfinale[16] detta dei Saraceni, a Oulx
- Torre di Joans[17], pressi della frazione Savoulx di Oulx[10]
- Resti di castello di Cesana Torinese
- Forte Bramafam su un poggio che sovrasta la conca di Bardonecchia
- Tour d'Amont[18], Castello di Bardonecchia
- Casaforte di Rochemolles, frazione di Bardonecchia